# Бильма (департамент)
Бильма (фр. Bilma) — департамент региона Агадес республики Нигер. Административно состоит из четырёх коммун: центра — городской коммуны Бильма и сельских Дирку, Джадо и Фаши.